# Seppo Zetterberg
Seppo Zetterberg, né le 5 décembre 1945 à Helsinki, est un historien et professeur finlandais d'histoire de l'université de Jyväskylä en Finlande.

## Carrière
Il a concentré ses recherches sur le Grand-duché de Finlande et les pays baltes.
Seppo Zetterberg a été chercheur senior de l'Académie de Finlande de 1988 à 1994 et directeur de l'institut finlando-estonien de  1994 à 1996. 
Il est éditeur en chef de la revue Kanava de 1997 à 2008.
Il est membre de l'Académie finlandaise des sciences depuis 2006.
Seppo Zetterberg a pris sa retraite en 2010.

## Prix et distinctions
- Prix P. E. Svinhufvud, 1986
- Prix de l'information publique, 1987[4]
- Prix Alfred Kordelin, 1991[4]
- Prix Warelius, 1995[4]
- Ordre de l'Étoile blanche d'Estonie, 2e classe, 2001[5]
- Docteur honoris causa de l'université de Tartu, 2011
- Prix Tieto-Finlandia (nomination), 1998[4]